# Combretum hispidum
Combretum hispidum là một loài thực vật có hoa trong họ Trâm bầu. Loài này được M.A.Lawson mô tả khoa học đầu tiên năm 1871.